# عبد الكريم الجزائري
عبد الكريم علي الجزائري (16 أغسطس 1872 - 8 يوليو 1962) فقيه مسلم وشاعر عراقي.  ولد في النجف ونشأ بها وقرأ المقدمات وحضر على محمد طه نجف وفتح الله الإصفهاني واجيز منهم. اشتهر خلال زعامته في النجف بمواقفه المعارضة للانتداب البريطاني على العراق. له من المؤلفات شروح وحواش ونظم الشعر. توفي في النجف ودفن بها.

## سيرته
هو عبد الكريم بن علي بن كاظم بن جعفر بن حسين بن محمد بن أحمد بن إسماعيل ابن عبد النبي بن سعد النجفي الجزائري وينتهي نسبه كما إلى قبيلة بني أسد القاطنة على ضفة الفرات الأدنى المعروفة منازلهم بالجزائر. ولد في النجف 12 جمادى الآخرة 1289 هـ ونشأ بها وقرأ المقدمات وحضر على محمد طه نجف وفتح الله الإصفهاني واجيز منهم حتى استقل ببحث الخارج وصار من زعماء الحوزة العلمية لمدة أكثر من ثلاثين سنة وكان له مواقف معارضة للانتداب البريطاني على العراق وطردهم من الحويزة وكان من أنصار صالح الحلي في خلافاته مع معاصريه من رجال الدين الشيعة. 

ذكره محسن الأمين العاملي في أعيان الشيعة وقا «ماثره من ماثره مساهمته في دفع الاحتلال الإنكليزي للعراق. بعد إن كان العراق إحدى الجبهات الكبرى للحرب العالمية الأولى فكم أنقذ من هلكة وحل من مشكلة وكم ناضل وكافح في مواقفه المشهودة في الجبهات الدفاعية حول الحويزة وكوت الامارة....»

كان المستشار الأول لأبي الحسن الإصفهاني والعمادة لزعامته وكان ملك العراق فيصل الأول يحتفي برأيه ويبادله المشورة ويحترم رأيه.

توفي 6 صفر 1382 هـ / 8 يوليو 1962 في النجف ودفن في مقبرة الأسرة في محلة العمارة المعروفة بمقبرة آل الجزائري.

## شعره
قال مؤرخا عام صنع باب المراد لرواق العتبة العلوية وذلك عام 1343 هـ وقد كتب على الباب قوله: «وهو الذي تبرعت به ولده الحاج عبد الواحد شاكر وقد بلغت نفقاته ألف ومائتي ليرة ذهب»:

## مؤلفاته
- حاشية على كتاب المكاسب للأنصاري
- شرح على مباحث القطع والظن من كتاب الرسائل للأنصاري
- حاشية على كتاب الرياض
- شرح على كتاب العروة الوثقى
- أشعاره